# Keurboomsrivier
Keurboomsrivier is een dorp in de Zuid-Afrikaanse provincie West-Kaap. Keurboomsrivier behoort tot de gemeente Bitou dat onderdeel van het district Eden is.
De naam verwijst naar de keurboom die in deze streek voorkomt.